# 林秀幸
林秀幸（英語：Hsiu-Hsin ,Lin），台灣學者，法國巴黎第五大學社會學博士，現為陽明交通大學人文社會學系副教授。主要研究領域為客家社會與文化、社群學、族群與文化、宗教文化及台灣客家社會的區域研究。長期參與台灣社會運動，時常投書媒體、社論，活躍於各個NGO組織，曾任台灣教授協會會長，為經濟民主連合理事、台灣公民陣線發起人之一。

## 社會參與
2014年3月發生太陽花學運，交通大學不少學生參與，並在校內張貼反服貿標語，4月新竹縣政府行文交通大學以「影響都市景觀」為由，要求校方將貼在客家文化學院外牆「退回服貿」的布條拆除，時任人文社會學系系主任的林秀幸以公文回覆縣政府，布條為學生對公共事務的評論和主張表達，拒絕撤除。公文曾遭交大要求修改內容，將「公民抵抗權」部分刪除，遭林秀幸批評「沒guts」，並表示除非辭系主任不然不會撤除布條。
2017年3月，NGO工作者李明哲於中國失蹤，後被證實遭中國政府拘留，林秀幸代表台灣教授協會與人權公約施行監督聯盟等人權團體發起「黃絲帶運動」，要求釋放李明哲。
2020年11月，林秀幸代表經濟民主連合與其他公民團體共同舉辦記者會，呼籲改革地方議會選舉，認為應納入政黨比例代表，以避免人情關說及恩庇侍從體制。
2024年3月，陽明交通大學以產學合作為名，通過讓群聯電子在客家文化學院興建商辦大樓。林秀幸與13名師生共同發起「守護六張犁聚落」聯署抗議，反對將具文史價值的傳統客家聚落校地租給企業合建商辦大樓，認為校方罔顧當初林氏家族為保存客家文化捐地給校方的原意。5月6日，客家文化學院師生發起的連署反對案破4000人，師生持續於六家校區發起走讀活動，舉辦演講、設置連儂牆。校方回應暫緩規劃案，未達成共識前不再推動。5月7日群聯電子發聲明表示中止捐建案後續作業。

## 著作

### 專書
- 2015 《芭樂人類學》，林秀幸等著，郭佩宜主編，左岸文化出版
- 2016 《照破：太陽花運動的振幅、縱深與視域》，吳叡人、林秀幸、蔡宏政著，左岸文化出版
- 2019 《田野的技藝：自我、研究與知識建構》，林開忠、張雯勤、郭佩宜、王宏仁、趙綺芳、莊雅仲、容邵武、龔宜君、顧坤惠、邱韻芳、林秀幸著，左岸文化出版
- 2020 《主權獨立的人間條件：台灣如何成為一個自由平等、團結永續的新國家？》，林秀幸、吳叡人著，經濟民主連合出版
- 2023 《很深的民主，需要很厚的共同體：兼論「民主人」的養成》，林秀幸著，經濟民主連合出版

### 專書論文
- 2006〈田野意象與祖先的凝視〉，收於郭佩宜、王宏仁主編《田野的技藝》台北：巨流出版社。頁281-306。本書獲選為國家圖書館「臺灣出版TOP1- 2006代表性圖書」。
- 2011〈新港社區運動：從文化的象徵圖譜裏尋找社會運動的軌跡〉，收於何明修、林秀幸主編《社會運動的年代：二十年來的台灣公民社會》台北：群學出版社。頁374-410。）

## 外部連結
- 國立陽明交通大學 人文社會學系/族群與文化碩士班-林秀幸 （页面存档备份，存于）
- 芭樂人類學-林秀幸 （页面存档备份，存于）